# کاترینا لیک
کاترینا لیک (انگلیسی: Katrina Lake؛ زادهٔ ۲۴ دسامبر ۱۹۸۲) کارآفرین اهل ایالات متحده آمریکا است، که در سال ۲۰۱۱ شرکت استیتچ فیکس را تأسیس کرد.